# Александар Дугин
Александар Гељевич Дугин (рус. Алекса́ндр Ге́льевич Ду́гин; Москва, 7. јануар 1962)  руски је филозоф, геополитичар, књижевник и универзитетски професор. Професор је на Московском државном универзитету Ломоносов и члан Саветодавног одбора председника Думе.
Дугинов утицај на руску владу и на председника Владимира Путина је предмет различитих тумачења. Он нема званичне везе са Кремљом, али се у западним медијима често помиње као „Путинов мозак“ и да је одговоран за обликовање руске спољне политике. Други тврде да је Дугинов утицај ограничен и да је увелико преувеличан, на основу тога што подударност између његових ставова и званичне руске спољне политике не имплицирају узрочност.

## Ставови
Зачетник је идеје новог евроазијатства, а близак је високим политичким и војним круговима у Русији. Присталица је традиционализма, критичар марксизма и либерлизма.
Због радикалне критике униполарног света и либерализма, као и због политичког активизма по питању сукоба у Украјини, САД су му забраниле улазак у њихову земљу.
Дугин не гледа благонаклоно на либерализам и Запад, посебно хегемонију САД. Он тврди: „Ми смо на страни Стаљина и Совјетског Савеза“. За себе каже да је конзервативац: „Ми, конзервативци, желимо јаку, чврсту државу, желимо ред и здраву породицу, позитивне вредности, јачање значаја религије и Цркве у друштву“. Он додаје: "Хоћемо патриотски радио, ТВ, патриотске стручњаке, патриотске клубове. Хоћемо медије који изражавају националне интересе". Познат је по својим традиционалистичким, анти либералним ставовима који су неки аутори на Западу окарактерисали као фашистичке.
Он је теоретизирао оснивање „евро-азијске империје” способне да се бори против западног свијета који предводе САД. У том смислу, био је организатор и први вођа ултранационалистичке Национал-бољшевичке партије од 1993. до 1998. (заједно са Едуардом Лимоновим), а потом и Националног бољшевичког фронта и Евроазијске партије, која је тада постала невладина организација. Дугинова евроазитска идеологија стога има за циљ уједињење свих народа који говоре руски у једној земљи.
Пре него што је 2008. избио рат између Русије и Грузије, Дугин је посетио Јужну Осетију и предвидео: „Наше трупе ће заузети главни град Грузије Тбилиси, целу земљу, а можда чак и Украјину и полуострво Крим, који је историјски део Русије, ионако. " После тога је рекао да Русија „не треба да се заустави на ослобађању Јужне Осетије, већ да иде даље“, и „морамо да урадимо нешто слично у Украјини“. Дугин је 2008. изјавио да Русија треба да понови грузијски сценарио у Украјини, односно да је нападне. Септембра 2008, после руско-грузијског рата, није крио љутњу према Путину, који се није усудио да „обнови Царство“.
Дугин предлаже да се петој колони одузме руско држављанство и да се депортује из Русије: „Сматрам да је потребно пету колону депортовати и одузети им држављанство. Међутим, 2007. Дугин је тврдио: „Више нема противника Путинове политике, а ако их има, они су психички болесни и треба их послати на профилактички здравствени преглед“. Током 2014. Дугин је у интервјуу за Шпигел потврдио да сматра да су Путинови противници ментално болесни. У једној од својих публикација, Дугин је увео термин шеста колона и дефинисао је као „пету колону која се само претвара да је нешто друго“, они који су за Путина, али захтевају да се он залаже за либералне вредности ( за разлику од либералне пете колоне која је конкретно против Путина). Током руске војне интервенције у Украјини 2014. године, Дугин је рекао да је цела руска шеста колона чврсто стала за украјинског олигарха Рината Ахметова. Дугин сматра да, „треба да се боримо против пете и шесте колоне“.
Према Дугину, требало би забранити читав интернет: „Мислим да Интернет као такав, као појаву, вреди забранити јер никоме не даје ништа добро.
Отворено је китиковао Путина што није успео да одбрани руске градове као што је Херсон, који је ослобођен од руске контроле 11. новембра 2022.

## Лични живот
Дугина је у руској православној цркви у Мичуринску крстила његова прабака Елена Михаиловна Каргалцева када је имао шест година. Од 1999. формално је пригрлио огранак старовераца, руског верског покрета који је одбацио реформе званичне Руске православне цркве из 1652–1666.
Дугинова прва жена била је Евгенија Дебрјанскаја, руска активисткиња. Имају сина Артура Дугина, коме су дали име у част Артура Рембоа. Дугин је имао ћерку Дарју Дугину са својом другом женом, филозофом Наталијом Мелентјевом. Дана 20. августа 2022, Дарја Дугина је убијена у експлозији аутомобила бомбе када је аутомобил који је возила експлодирао у близини предграђа Москве. Нејасно је да ли је она била мета или је њен отац, за кога се очекивало да путује са њом, али је у последњем тренутку прешао у други аутомобил.
Против њега су санкције увеле САД, Канада, Јапан и Украјина.

## Дела
Неколико Дугинових књига је на енглеском језику објавила издавачка кућа Arktos Media.
Књиге
- Пути абсолюта Архивирано на веб-сајту  (28. септембар 2007). — М., 1990
- Конспирология. — М.: Арктогея, РОФ «Евразия», 1992, 2005. —  5-85928-010-6,  5-902322-03-0
- Гиперборейская теория. — М., 1993
- Консервативная революция. —М., 1994
- Тамплиеры пролетариата[мртва веза]. — М., 1996
- Мистерии Евразии Архивирано на веб-сајту  (28. септембар 2007). — М., 1996
- Метафизика благой вести[мртва веза]. — М., 1996
- Основы геополитики Архивирано на веб-сајту  (2. април 2015). — М., 1997, 1999, 2000, 2001 (переведена на французский, румынский, сербский, грузинский, итальянский, испанский и английский языки)
- Абсолютная Родина[мртва веза]. — М., 1999
- Наш путь. — М., 1999. — Евразийский путь. М., 2002
- Русская вещь Архивирано на веб-сајту  (28. септембар 2007). В 2 т. — М., 2001; 2006
- Эволюция парадигмальных оснований науки Архивирано на веб-сајту  (26. јул 2007). — М., 2002[52]
- Философия традиционализма[мртва веза]. — М., 2002. — (Лекции «Нового университета»)
- Основы евразийства[мртва веза]. — М., 2002
- Проект «Евразия» Архивирано на веб-сајту  (11. октобар 2018). — М., 2004
- Евразийская миссия Нурсултана Назарбаева Архивирано на веб-сајту  (26. фебруар 2023). — М., 2004. —  978-5-902322-01-6
- Философия политики Архивирано на веб-сајту  (28. септембар 2007). — М., 2004
- Философия войны Архивирано на веб-сајту  (28. септембар 2007). — М., 2004
- Конспирология. — М., 2005
- Поп-культура и знаки времени. — М.: Амфора, 2005. — 496 с. —  5-94278-903-7
- Обществоведение для граждан новой России. — М., 2007. —  978-5-90359-03-2 неважећи
- Геополитика постмодерна. — М.: Амфора, 2007. — 384 c. —  978-5-367-00616-2
- Знаки великого норда. Гиперборейская теория. — М.: Вече, 2008. —  978-5-9533-3352-8 (переиздание «Гиперборейской теории»)
- Постфилософия. Архивирано на веб-сајту  (22. март 2023) — М., 2009
- Радикальный субъект и его дубль. Архивирано на веб-сајту  (22. март 2023) — М., 2009
- Четвёртая политическая теория.[мртва веза] — М.: Амфора, 2009
- Структурная социология Архивирано на веб-сајту  (30. септембар 2021). — М.: Академический проект, 2010
- Логос и мифос. Глубинное регионоведение Архивирано на веб-сајту  (22. септембар 2023). — М.: Академический проект, 2010
- Кризис: конец экономической теории. Архивирано на веб-сајту  (10. децембар 2023) — М., 2010
- Мартин Хайдеггер: философия другого Начала Архивирано на веб-сајту  (31. мај 2023). — М.: Академический проект, 2010
- Социология русского общества. Россия между Хаосом и Логосом Архивирано на веб-сајту  (22. март 2023). — М.: Академический проект, 2010
- Социология воображения. — М.: Академический проект, 2010
- Мартин Хайдеггер: возможность русской философии Архивирано на веб-сајту  (31. мај 2023). — М.: Академический проект, 2011
- Археомодерн Архивирано на веб-сајту  (22. март 2023). — 2011
- Геополитика. — М.: Академический проект, 2011
- Этносоциология. — М.: Академический проект, 2011
- Социология геополитических процессов. Архивирано на веб-сајту  (16. мај 2023) — М., 2011
- Геополитика России. — М.: Академический проект, Гаудеамус, 2012. — 424 с. — (Gaudeamus). — 1000 экз. —  978-5-8291-1398-8,  978-5-98426-122-7
- Теория многополярного мира. — М., 2012
- В поисках тёмного Логоса. — М., 2012. — 516 с. —  978-5-8291-1426-8
- Международные отношения. Парадигмы, теория, социология. — М., Академический проект, 2014. —  978-5-8291-1659-0
- США и новый мировой порядок. — Vide, 2013 (в соавторстве с Олаво де Карвальо)
- Четвёртый путь. — М., 2014. — 683 с. —  978-5-8291-1625-5
- Мартин Хайдеггер. Последний бог. — М.: Академический проект, 2014. — 846 c. —  978-5-8291-1636-1
- Евразийский реванш России. — М.: Алгоритм, 2014. — 256 с. —  978-5-4438-0855-0
- Украина: моя война. Геополитический дневник. — 2015. —  978-5-227-05690-0
- Воображение. Философия, социология, структуры. — М., Академический проект, 2015. —  978-5-8291-1828-0
- Русская война. — М.: Алгоритм, 2015. — 272 с. —  978-5-09-067988-7-9 неважећи
- Русский Логос — русский Хаос. Социология русского общества. — 2015. —  978-5-8291-1736-8
- Геополитика. Учебное пособие. — 2015. —  978-5-8291-1737-5
- Теория многополярного мира. Плюриверсум. Учебное пособие. — 2015. —  978-5-8291-1754-2
- Мартин Хайдеггер. Метаполитика. Эсхатология бытия. — М.: Академический проект, 2016. —  978-5-8291-1797-9
- Politica Aeterna. Политический платонизм и «Черное Просвещение» — М.: Академический проект, 2020. —  978-5-8291-2484-7
- Постфилософия. Три парадигмы в истории мысли — М.: Академический проект, 2020. —  978-5-8291-2489-2
- В поисках темного Логоса (философско-богословские очерки) — М.: Академический проект, 2021. —  978-5-8291-3865-3
- Интернальные Онтологии. Сакральная физика и опрокинутый мир — М.: Директмедиа Паблишинг, 2022. —  978-5-4499-3015-6
- Антикейменос. Эпистемологические войны. Боги чумы. Великое пробуждение. — М.: Академический проект, 2022. —  978-5-8291-3927-8
- Четвертая Русь. Контргегемония. Русский концепт — М.: Академический проект, 2022. —  978-5-8291-3932-2
- В пространстве Великих снов (путешествия на край утра). Русская вещь-3 — М.: Академический проект, 2022. —  978-5-8291-3939-1
- Бытие и Империя. Онтология и эсхатология Вселенского Царства — М.: АСТ, 2023. —  978-5-17-151225-5
- Постфилософия. Три парадигмы в истории мысли — М.: Академический проект, 2023. —  978-5-8291-4110-3
- Четвертый путь. Введение в четвертую политическую теорию — М.: Академический проект, 2024. —  978-5-8291-4247-6